# Daniel Cosgrove
Daniel Thomas Cosgrove (* 16. Dezember 1970 in New Haven, Connecticut) ist ein US-amerikanischer Schauspieler. Bekanntheit erlangte er vor allem durch die Rolle des Matt Durning in der Fernsehserie Beverly Hills, 90210.

## Leben und Karriere
Daniel Cosgrove wurde in der Stadt New Haven, im US-Bundesstaat Connecticut, geboren und wuchs anschließend, mit einem Bruder, in der Stadt Branford auf. 1989 schloss er die Notre Dame High School in West Haven ab. 
Er ist seit 1996 als Schauspieler aktiv, nachdem er in der Seifenoper All My Children die Rolle des Scott Chandler übernahm. Diese Rolle spielte er bis ins Jahr 2011. 1998 war er in einer kleinen Rolle in Liebe in jeder Beziehung erstmals in einem Spielfilm zu sehen. Im selben Jahr wurde er für die Rolle des Matt Durning in der Dramaserie 90210 besetzt. Diese Rolle spielte er 50 Episoden lang bis zum Jahr 2000. Anschließend war er in kleinen Nebenrollen in Filmen wie Schrei wenn Du kannst, Crawlers oder Party Animals – Wilder geht’s nicht!. 2001 war er als Dr. Brad Sterling in einer Nebenrolle in der Serie All Souls zu sehen. 2006 übernahm er in der Serie In Justice als Jon Lemonick eine Nebenrolle, 2007 folgte eine in Dirty Sexy Money.
Neben seiner Rolle in All My Children trat Cosgrove auch in den Seifenopern Springfield Story (2002–2009) und Jung und Leidenschaftlich – Wie das Leben so spielt (2010) auf. Für die Rolle in erstgenannter Serie zog er von Los Angeles zurück nach New York City und war 2008 und 2009 für einen Daytime Emmy Award in der Kategorie Bester Nebendarsteller nominiert. 
Nach seiner Zeit in den Seifenopern war Cosgrove auch zunehmend in Gastrollen im US-Fernsehen zu sehen, so etwa in The Forgotten – Die Wahrheit stirbt nie, Good Wife, Unforgettable, Person of Interest, Elementary, Law & Order: Special Victims Unit und als Dan Margolis in einer kleinen Nebenrolle in Billions. 2018 gehörte er in der Rolle des Ron zur Besetzung der ersten Staffel der Netflix-Serie You – Du wirst mich lieben.

## Privates
Am 18. Oktober 1997 heiratete er Marie Cosgrove. Zusammen sind sie Eltern von vier Kindern, drei Töchtern (* 2000, 2003 und 2005) und eines Sohnes (* 2009).

## Filmografie (Auswahl)
- 1996–2011: All My Children (Fernsehserie, 89 Episoden)
- 1998: Liebe in jeder Beziehung (The Object of My Affection)
- 1998–2000: Beverly Hills, 90210  (Fernsehserie, 50 Episoden)
- 1999: Lucid Days in Hell
- 2000: Furz der Film (Artie)
- 2001: Schrei wenn Du kannst (Valentine)
- 2001: Crawlers
- 2001: All Souls (Fernsehserie, 5 Episoden)
- 2002: Party Animals – Wilder geht’s nicht! (National Lampoon's Van Wilder)
- 2002–2009: Springfield Story (Guiding Light, Fernsehserie, 268 Episoden)
- 2006: In Justice (Fernsehserie, 13 Episoden)
- 2007: Dirty Sexy Money (Fernsehserie, 7 Episoden)
- 2007: Mattie Fresno and the Holoflux Universe
- 2009: The Forgotten – Die Wahrheit stirbt nie (The Forgotten, Fernsehserie, Episode 1x06)
- 2010: Good Wife (The Good Wife, Fernsehserie, Episode 1x12)
- 2010: Jung und Leidenschaftlich – Wie das Leben so spielt (As the World Turns, Fernsehserie, 50 Episoden)
- 2011: Jeremy Fink and the Meaning of Life
- 2012: Unforgettable (Fernsehserie, Episode 1x13)
- 2013: Person of Interest (Fernsehserie, Episode 3x04)
- 2014–2016: Zeit der Sehnsucht (Days of our Lives, Fernsehserie, 139 Episoden)
- 2016: Elementary (Fernsehserie, Episode 5x04)
- 2016–2020: Billions (Fernsehserie, 6 Episoden)
- 2017: Law & Order: Special Victims Unit (Fernsehserie, Episode 18x10)
- 2018: You – Du wirst mich lieben (You, Fernsehserie, 7 Episoden)
- 2019: The Blacklist (Fernsehserie, Episode 6x06)
- seit 2019: Almost Familiy (Fernsehserie)